# Otto Lerchenmüller
Otto Lerchenmüller (* 26. Mai 1943 in Biberach an der Riß; † 11. August 2011 in Gelsenkirchen) war ein deutscher Politiker (CSU).

## Leben
Lerchenmüller, geboren 1943, machte das Abitur in Biberach und studierte Geschichte und politische Wissenschaften an der Ludwig-Maximilians-Universität in München, wo er 1972 das Examen ablegte. Er war Inhaber einer PR- und Werbeagentur und eines Verlags. 1987 gründete er die „Öko-Müll-Aktion Haidhausen e.V.“, eine alternative Müllentsorgung.
1972 trat Lerchenmüller in die CSU ein, wo er 1976 Ortsvorsitzender in Haidhausen wurde. Von 1978 bis 1990 war er Stadtrat in München, seine Schwerpunkte der Rathausarbeit waren Umwelt-, Kultur- und Stadtentwicklungspolitik, hier besonders Sanierungsfragen und Wohnungsbau. 1990 war er Mietersprecher der CSU München. Von 1990 bis 1994 war er Mitglied des Bayerischen Landtags, direkt gewählt im Stimmkreis München-Schwabing.